# À la croisée des mondes : La Boussole d'or (jeu vidéo)
À la croisée des mondes : La Boussole d'or (The Golden Compass) est un jeu vidéo d'action-aventure sorti en 2007 sur Nintendo DS, PC, PlayStation 2, PlayStation 3, PlayStation Portable, Wii et Xbox 360. Il est développé par Shiny Entertainment et édité par Sega. Le jeu est basé sur le film du même nom, lui-même adapté du roman Les Royaumes du Nord.